# Complexul de biatlon și schi Laura
Complexul de biatlon și schi Laura (în rusă Комплекс соревн. по лыжным гонкам и биатлону Лаура) este o stațiune de schi localizată pe culmile și pantele crestei Psehako (Psehako Hrebet), la 6-10 km de Krasnaia Poliana lângă Soci. Principalul motiv pentru care a fost construit a fost găzduirea probelor de biatlon, combinată nordică și schi fond la Jocurile Olimpice de iarnă din 2014 și a celor de biatlon și schi fond la Jocurile Paralimpice.

## Caracteristici
Complexul cuprinde două stadioane, două piste de schi și biatlon, precum și o porțiune dedicată tirului sportiv. Acesta se află la o altitudine de 1500 de metri deasupra mării. Stațiunea oferă o priveliște deosebită asupra văii din Krasnaia Poliana. Spectatorii vor putea ajunge în complex folosind telecabina special construită pentru acest eveniment. Aproximativ 6000 de persoane vor putea ajunge aici în fiecare oră. Laura este numele unui râu de munte ce traversează zona. La rândul său, numele râului provine de la o legendă locală, conform căreia o tânără fată cu acest nume s-a aruncat în apele sale în urma unei decepții amoroase. Murat, iubitul ei, s-ar fi aruncat și el după ea. Trupurile celor doi nu au fost găsite niciodată iar locuitorii spun că zeii au fost așa de mișcați de această întâmplare încât au luat în ceruri și vârful muntelui Elbrus.